# Psaliodes cynthia
Psaliodes cynthia är en fjärilsart som beskrevs av Druce 1893. Psaliodes cynthia ingår i släktet Psaliodes och familjen mätare. Inga underarter finns listade i Catalogue of Life.